# 聖羅莎島 (加利福尼亞州)

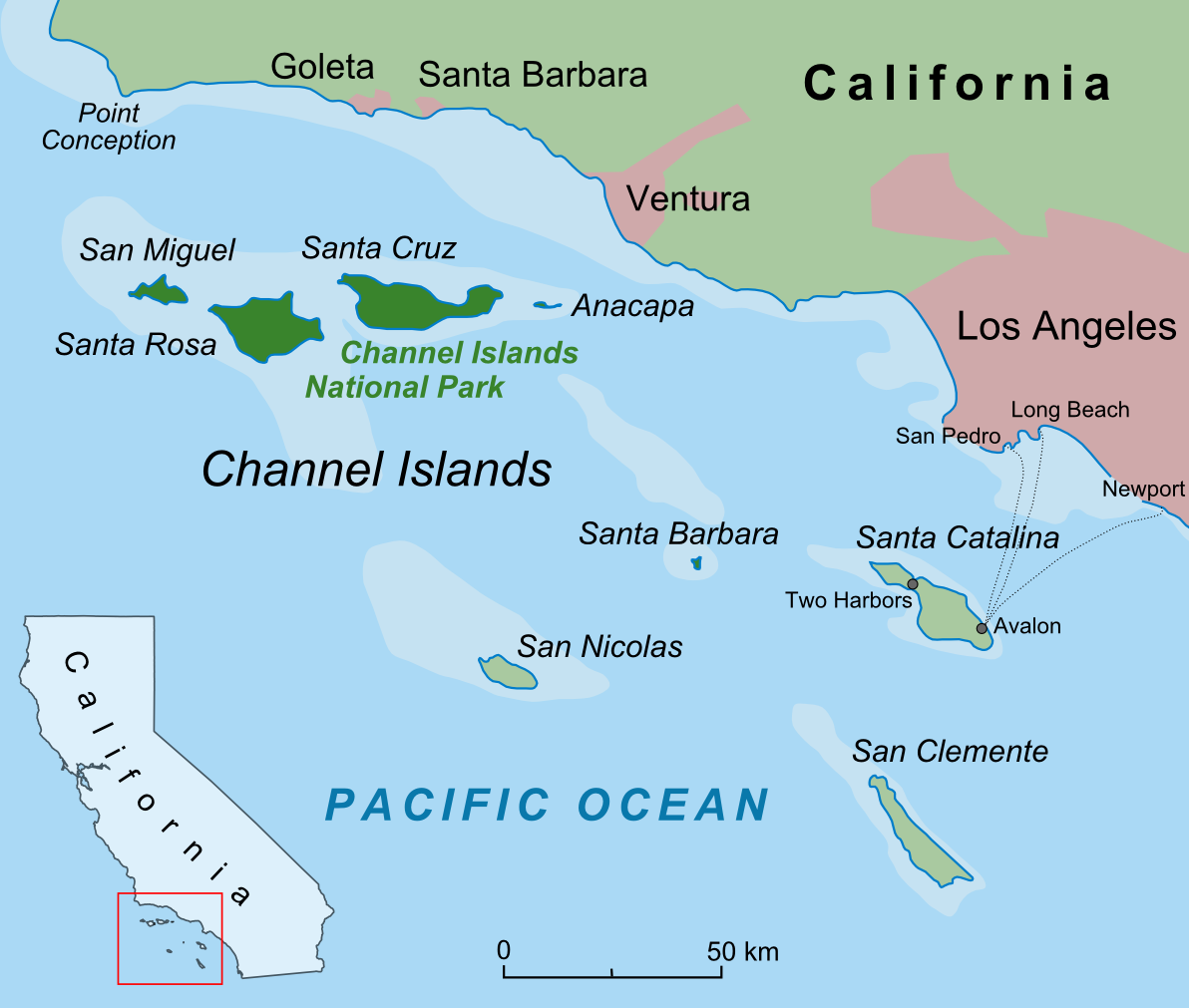

聖羅莎島（英語：Santa Rosa Island）是美國的島嶼，位於太平洋海域，屬於海峽群島的一部分，由加利福尼亞州負責管轄，長26公里、寬17公里，面積215平方公里，最高點海拔高度484米。

## 外部連結
- Channel Islands National Park website （页面存档备份，存于） —by the National Park Service.
- Santa Cruz Island Foundation: History of Santa Cruz Island

33°57′56″N 120°06′30″W / 33.96568055°N 120.1083694°W